# Ligugé
Ligugé – miejscowość i gmina we Francji, w regionie Nowa Akwitania, w departamencie Vienne.
Według danych na rok 1990 gminę zamieszkiwało 2771 osób, a gęstość zaludnienia wynosiła 122 osób/km² (wśród 1467 gmin regionu Poitou-Charentes Ligugé plasuje się na 85. miejscu pod względem liczby ludności, natomiast pod względem powierzchni na miejscu 309.).